# Schlacht von Santa Rosa (1856)
Die Schlacht von Santa Rosa (Spanisch: Batalla de Santa Rosa) am 20. März 1856 war ein Gefecht zwischen einem Bataillon der Filibustertruppen William Walkers und einem Bataillon des costa-ricanischen Nationalheers auf der Hazienda Santa Rosa in der heutigen costa-ricanischen Provinz Guanacaste. Die Flibustiere wurden vernichtend geschlagen und flüchteten demoralisiert nach Nicaragua zurück.

## Strategische Situation

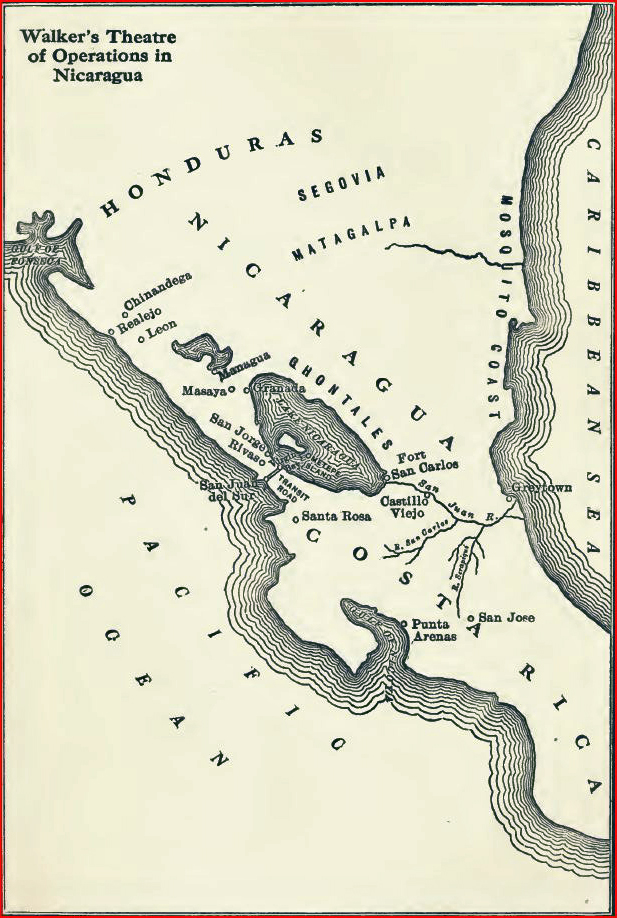
Walker Nicaragua map

Nachdem William Walker in Nicaragua eine Marionettenregierung unter Präsident Patricio Rivas etabliert hatte, in der er als Oberbefehlshaber der Streitkräfte fungierte, beschloss der costa-ricanische Präsident Juan Rafael Mora Porras, ein Nationalheer aufzustellen und erklärte am 11. März 1856 den Flibustieren den Krieg.
Walker, der befürchtete, dass die costa-ricanischen Truppen die für das Überleben seines Regimes in Nicaragua immens wichtige transkontinentale Route San Juan del Sur – Rivas – La Virgen unterbrechen könnte (siehe Nicaraguakanal), entsandte er Oberst Schlessinger mit einem Bataillon nach Costa Rica, um den Anmarsch der Costa-Ricaner so tief wie möglich im gegnerischen Territorium zu stören.

## Die Streitkräfte
Das multiethnische Flibustier-Bataillon bestand aus vier Kompanien à 70 Mann, die wiederum ethnisch gegliedert waren. Zwei Kompanien unter den Hauptleuten Thorpe und Creighton bestanden aus Nordamerikanern und Iren, eine Kompanie unter Hauptmann Prange aus Deutschen, eine weitere Kompanie unter Hauptmann Legeay aus Franzosen. Kommandeur des Bataillons war Louis Schlessinger (eigentlich Ludwig Schlesinger, * 1827 Großkanisza/Ungarn, † ca. 1900 Guatemala), der von Walker mit dem Kommando betraut worden war, da er Englisch, Französisch, Spanisch und Deutsch beherrschte.
Das costa-ricanische Expeditionsheer nach Nicaragua bestand fast ausschließlich aus Milizionären und umfasste gut 3500 Mann einschließlich eines Zugs Kavallerie und zweier Stücken Artillerie. Um einen befürchteten Einfall von Walkers Truppen im Hafen von Puntarenas abzuwehren, wurde Oberst Baron Alexander von Bülow (* 24. Juni 1801 Dresden, † 4. Mai 1856 Liberia) mit 300 Mann in den Hafen entsandt. Die Vorhut (vanguardia) des Heeres, gut 1000 Mann unter Führung von General José Joaquín Mora, einem Bruder des Präsidenten, marschierte dem Heer in Richtung Liberia voraus.

## Die Schlacht

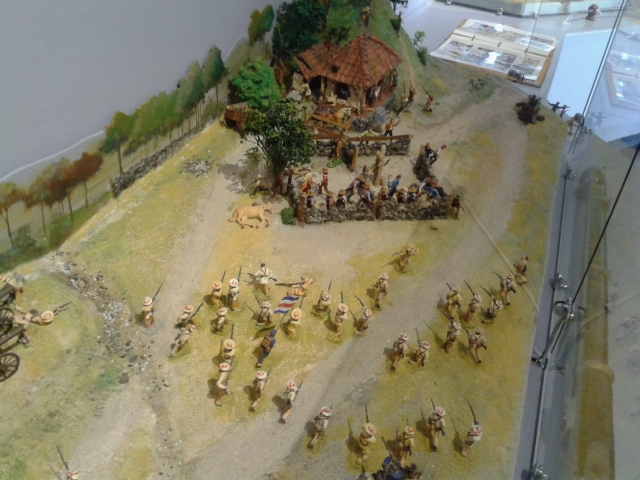
Schlacht von Santa Rosa, Museo Juan Santamaria

Schlessingers Truppe, angeblich schlecht bewaffnet, undiszipliniert und ohne gemeinsame Ausbildung, marschierte am 16. März 1856 aus San Juan del Sur Richtung Süden ab. Die Wegeverhältnisse waren katastrophal; außerdem wurde die Truppe durch die tropischen Temperaturen auf dem Höhepunkt der Sommerzeit geschwächt. Am 20. März, gg. 13.00h, traf das Bataillon auf der Hazienda Santa Rosa ein, die sich auf dem Weg zur costa-ricanischen Hauptstadt San José befindet.
General Mora war offenbar durch seine Aufklärung über den Anmarsch der Flibustiertruppe informiert. Er bildete aus der Vorhut vier Abteilungen: Eine Angriffskolonne von 280 Mann, eine weitere von 200 Mann, die Schlessinger den Rückzug abschneiden sollte und eine Reserve von 200 Mann und einen Zug Kavallerie, die den eigenen Rückzug, falls notwendig, decken sollte.
Da Schlessinger offenbar weder weitläufige Aufklärung betrieben noch genügend Wachen aufgestellt hatte, wurde das Bataillon, das sich völlig ermüdet in der Hazienda und ihren Corrales einquartierte, vom Angriff der costa-ricanischen Truppe überrascht. Nachdem ein Befehl Schlessingers an die deutsche und die französische Kompanie, rückwärtige Stellungen einzunehmen, von diesen als Rückzugsbefehl interpretiert worden war, brach die Verteidigung schlagartig völlig zusammen; nach 15 Minuten war das Gefecht beendet.

## Folgen
Auf Seiten der Costa-Ricaner fielen 4 Offiziere und 15 Soldaten, 32 wurden verwundet. Auf Seiten der Flibustiere fielen 27 Mann; von den Verwundeten sollen „viele“ auf dem Rückzug verstorben sein. (Soto, S. 59) 20 Söldner wurden gefangen genommen, in Liberia vor ein Kriegsgericht gestellt und zum Tod durch Erschießen verurteilt; ein Angeklagter wurde durch Präsident Mora begnadigt. Die Todesurteile wurden am 25. März 1856 vollstreckt. Unter den Hingerichteten befanden sich 5 Deutsche, 5 Iren, 3 Nordamerikaner, 2 Griechen, 1 Engländer, 1 Franzose, 1 Italiener und 1 Panamaer.
Schlessingers Truppe kehrte, zum Teil ohne Waffen und völlig abgerissen, nach Nicaragua zurück. Seine Offiziere beschuldigten ihn der Unfähigkeit und Feigheit. Er wurde vor ein Kriegsgericht gestellt, zusätzlich der Desertion angeklagt und zum Tode verurteilt; jedoch gelang dem Verurteilten die Flucht. Die deutsche und die französische Kompanie wurden aufgelöst und alle nicht der englischen Sprache mächtigen Söldner aus dem Flibustierheer entlassen. (Walker, S. 187, 195)

## Erinnerungskultur

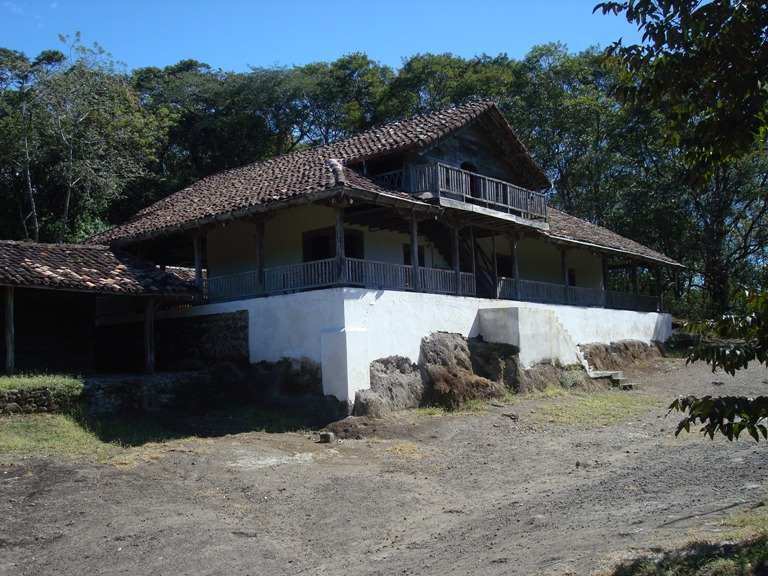
Casona de Santa Rosa

Auf der früheren Hazienda befindet sich heute das Museo Histórico Casona de Santa Rosa, in dem sich unter anderem ein Diorama des Gefechts befindet.